# Route nationale 94 (Suède)
Pour les articles homonymes, voir Route nationale 94.
La route nationale 94 (en suédois : Riksväg 94) est une route nationale entre Luleå et Arvidsjaur en Suède,.

## Présentation
La route nationale 94 parcourt le comté de Norrbotten.
La route bifurque à l'ouest de la route européenne 4 au carrefour d'Antnäs, Juste au sud de la ville côtière de Luleå.
Puis elle traverse des zones vallonnées et boisées vers l'ouest. Il n'y a que quelques villages sur le tracé de la route qui passe par Klöverträsk et Älvsbyn, où elle traverse le fleuve Piteälven.
Plusieurs lacs sont situés le long de la route.
Ensuite elle continue via Vistträsk (anciennement Vistheden) jusqu'à Arvidsjaur, où elle croise la Route nationale 95 connue sous le nom de Silberweg.
Elle se termine à son intersection avec la route européenne 45 (Inlandsvägen).
La longueur de la route est de 154 kilomètres.

## Tracé
| Km     | Lieu           | Carte interactive |
| ------ | -------------- | ----------------- |
| 0 km   | Luleå          |                   |
|        | Antnäs         |                   |
|        | Alvik          |                   |
| 41 km  | Klöverträsk    |                   |
|        | Pålsträsk (sv) |                   |
| 62 km  | Älvsbyn        |                   |
|        | Korsträsk      |                   |
| 79 km  | Vistträsk      |                   |
| 122 km | Lauker (sv)    |                   |
| 154 km | Arvidsjaur     |                   |